# Zemlja Franje Josipa
Zemlja Franje Josipa (ruski: Земля Франца Иосифа, Zemlja Franca Iosifa) je ruska otočna skupina smještena u Arktičkom oceanu sjeverno od Novaje zemlje i istočno od Svalbarda, a po upravnoj podjeli pripada Arhangelskoj oblasti. Otočje se sastoji od 191 ledom prekrivenog otoka koji imaju ukupnu površinu od 16 134 km2, a većim dijelom je nenaseljeno.
Otoci Zemlje Franje Josipa smješteni su između 80,0° i 81,9° sjeverne zemljopisne širine, čime je ovo otočje najsjevernija kopnena točka povezana s Euroazijom. Krajnja najsjevernija točka je rt Fligely  na Rudolfovom otoku, a otočje je od Sjevernog pola udaljeno svega 900 do 1110 kilometara. Pristup brodom moguć je samo tijekom nekoliko ljetnih tjedana i zahtijeva posebnu dozvolu.

## Povijest
Otočje su 30. kolovoza 1873. otkrili austrougarski istraživači Karl Weyprecht i Julius von Payer nakon što im se brod zaglavio u ledu dok su pokušavali pronaći sjeveroistočni prolaz. Nakon otkrića južnih otoka otočju je ime dodijeljeno u čast austrijskog cara Franje Josipa Austrijskog. Norvežani Fridtjof Nansen i Hjalmar Johansen prošli su kroz otočje 1895. i 1896. nakon prekinutog pokušaja da stignu do Sjevernog pola. Čistom slučajnošću na otoku Nortbruku 1896. su upoznali britanskog istraživača Fredericka Georgea Jacksona. Norveška je neko vrijeme otočje smatrala svojim teritorijem i nazivala ga Zemljom Fridtjofa Nansena, što se može vidjeti na mnogim starim kartama. Sovjetski Savez je kontrolu nad Zemljom Franje Josipa preuzeo 1926. i tada je u istraživačke i vojne svrhe na otočje stigla nekolicina ljudi.
1931. njemački je cepelin LZ 127 Graf Zeppelin stigao do otoka Gukera, čime je označena prekretnica u istraživanju ruskih polarnih krajeva. Cepelin se susreo i s ledolomcem Maljgin, a nakon što je putovao uzduž 81. paralele do Severnaje zemlje, vratio se do otoka Gukera i započeo jedno od prvih razgledavanja otočja iz zraka.
Tijekom godina hladnog rata Sovjetski Savez je polarna područja koristio kao zonu za postavljanje zaštite od SAD-a i mnogi dijelovi Arktika postali su ključne strateške lokacije, pa je tako Zemlja Franje Josipa bila proglašena jednom od mnogih zona nacionalne sigurnosti od tridesetih pa sve do 1991. godine. Na otoku Greemu Bellu sagrađeno je uzletište koje je služilo kao baza za ruske zrakoplove bombardere, a misije okarakterizirane kao treninzi bile su prilično česte na relaciji između Zemlje Franje Josipa i kopnene Rusije te Novaje zemlje. Iako su otoci bili vojno područje kojem nitko drugi nije imao pristup, 1971. ih je posjetio brod za krstarenje.

## Karakteristike
Zemlja Franje Josipa je vulkansko otočje sačinjeno od bazalta iz tercijara i jure. Iako je otočje većinom prekriveno ledom, na kamenju se pojavljuju biljke poput mahovina i lišajeva. Sjeveroistočni dio otočja cijele je godine okružen plutajućim ledom, iako se pored južnih otoka u kasno ljeto led povremeno povlači. Najsjevernija točka otočja i cijele Azije je rt Fligeli na Rudolfovom otoku, a seže do 81°52' sjeverno. Najveći otok je Zemlja Georga čiji su suprotni krajevi međusobno udaljeni 110 kilometara, a najviša točka otočja nalazi se na visini od 620 metara na otoku Zemlja Viner Nejštadt.
Otočje ima vrlo hladnu polarnu klimu. Uobičajene siječanjske dnevne temperature kreću se između –15 °C i –10,5 ° dok se uobičajena srpanjska dnevna temperatura kreće od 0 °C do 2,2 °C, a prosječna godišnja temperatura iznosi –12,8 °C. U 30-godišnjem periodu najviša izmjerena temperatura iznosila je 13 °C dok je najniža bila –54 °C. Padaline su česte tijekom cijele godine, a naročito krajem proljeća i jeseni dok je krajem ljeta magla vrlo česta.
Životinje koje se najčešće susreću na otočju su morževi, arktičke lisice i polarni medvjedi, a od ptica prevladavaju različite vrste galebova dok se u okolnim vodama često se susreću kitovi.

## Mjesta od značaja
- Aldžer[vidjeti prema kojoj je osobi nazvano] je mjesto gdje je 1901. prezimila američka ekspedicija Evelyna Baldwina nakon neuspješnog pokušaja osvajanja Sjevernog pola.

- Ciglerov otok[vidjeti prema kojoj je osobi nazvano] je mjesto na kojem se na prijelazu iz 19. u 20. stoljeće nalazila austrougarska promatračnica Payer-Weyprecht.

- Jacksonov otok (rus. ostrov Džeksona) je mjesto gdje su prezimili Fridtjof Nansen i Frederick George Jackson nakon propalog pokušaja da dođu do Sjevernog pola.

- Gallja je 1873. bio prvi otkriveni otok Zemlje Franje Josipa, a kod rta Tegetkhof je 1898. i 1899. ekspedicija Waltera Wellmana sagradila mali kamp koji danas ima oznaku u čast otkriću otočja.

- Gofmanov otok je mjesto gdje se nalazi staza za uzlijetanje i slijetanje zrakoplova.

- Graham Bell (rus. ostrov Greem Bell) je mjesto gdje se tijekom hladnog rata nalazila predstraža, a na otoku je smješteno i najveće uzletište otočja sa stazom dužine 2100 metara. Ovdje od pedesetih godina 20. stoljeća redovito slijeću ruski teretni i borbeni zrakoplovi.

- Gukerov otok je mjesto gdje je zaljev Tikhaja bio značajna baza polarnih ekspedicija, a od 1929. do 1963. tamo se nalazila i meteorološka postaja. Otok je 1931. posjetio njemački cepelin tijekom prvog razgledavanja otočja iz zraka. Tijekom Drugog svjetskog rata na otoku je ostavljeno osoblje, a na njemu se nalazi i groblje te dvije moderne građevine. Velika kolonija morskih ptica postoji na stijeni Skala Rubini u blizini zaljeva Tikhaja.

- Kejsov otok[vidjeti prema kojoj je osobi nazvano] je mjesto na kojem se nalazi meteorološka postaja Krenkel.

- Nortbruk[vidjeti prema kojoj je osobi nazvano] je jedan od najjužnijih otoka otočja, a ujedno i njegov najpristupačniji otok te je činio glavnu bazu polarnih ekspedicija krajem 19. i početkom 20. stoljeća. Kamp na rtu Flora ima povijesni značaj, jer se 1896. na njemu dogodio slučajni susret istraživača Fridtjofa Nansena i Fredericka Georgea Jacksona.

- Rudolfov je najsjeverniji otok. Zaljev Teplic je krajem 19. i početkom 20. stoljeća bio mjesto na kojem su se zadržavale brojne polarne ekspedicije. Zbog strmog terena jedini pristup iz zraka moguć je na 300 metara dugu stazu smještenu na ledenjaku.

- Stolički je otočić na kojem se razmnožava velik broj morževa.

- Zemlja Aleksandri je mjesto gdje se nalazila meteorološka postaja Nagurskoje koja je bila jedna od najvažnijih takvih postaja na otočju. Tijekom hladnog rata u sklopu postaje Nagurskoje se vjerojatno nalazio i obrambeni radar, a u njezinoj blizini je smještena i 1,5 kilometara duga staza za uzlijetanje i slijetanje zrakoplova. 23. prosinca 1996. na tom se mjestu dogodila zrakoplovna nesreća u kojoj je sudjelovao teretni zrakoplov tipa Antonov An-72.

- Georgova zemlja je najveći otok Zemlje Franje Josipa, a na njemu se nalazi i poluotok Armitidž.

- Vilčekova zemlja je 1899. bila mjesto prezimljavanja dvojice članova ekspedicije Welle koji su čekali da se ostatak ekipe vrati sa Sjevernog pola.

- Zemlja Bečkog Novog Mjesta (Zemlja Viner Nejštadt) je otok na kojem je smješten najviši vrh otočja.

## Vanjske poveznice
|  | Zajednički poslužitelj ima još gradiva o temi Zemlja Franje Josipa |